# منطقة لارنكا

خريطة لمناطق قبرص وتظهر منطقة لارنكا باللون الأحمر.

منطقة لارنكا (بالإنجليزية: Larnaca District) هي إحدى مناطق قبرص الستة ومن مدنها الرئيسية مدينة لارنكا. تم احتلال جزء صغير من المنطقة من قبل الجيش التركي في عام 1974، وأصبح الآن بحكم الأمر الواقع جزءا من منطقة ليفكوشا في شمال قبرص.